# Stefan Jürgens
Stefan Jürgens (* 26. Februar 1963 in Unna) ist ein deutscher Schauspieler und Musiker.

## Leben
1983 begann Jürgens an der Westfälischen Schauspielschule in Bochum eine dreieinhalbjährige Ausbildung zum Darsteller, die er bis 1986 abschloss.
Nach seiner Ausbildung zum Schauspieler hatte Jürgens verschiedene Engagements u. a. am Schauspielhaus Bochum, dem Theater Dortmund, am Theater des Westens in Berlin, im Bremer Theater am Goetheplatz und am Schauspiel Köln. Neben seiner Bühnentätigkeit wirkte Jürgens in zahlreichen nationalen und internationalen TV- und Kinoproduktionen mit.
Er war 1993 Teil der Erstbesetzung der Comedy-Sendung RTL Samstag Nacht, die fünf Jahre lief. Danach spielte er in sechs Folgen den Berliner Tatort-Kommissar Robert Hellmann. In der ZDF-Dokumentation Die Deutschen verkörperte er die Figur Wallensteins. Von 2007 bis 2021 stand er für die ORF/ZDF-Krimiserie SOKO Donau (in Deutschland: SOKO Wien) vor der Kamera und spielte die Rolle des Major Carl Ribarski.
Im Jahr 2010 stand Jürgens mit dem Solostück Seitenwechsel auf der Bühne der Hamburger Kammerspiele, in dem es um Homophobie in der Welt des Fußballs geht. Für seine Darstellung des General Harras in Carl Zuckmayers Stück Des Teufels General bei den Theaterfestspielen in Reichenau erhielt er den österreichischen Nestroypreis.
Jürgens begann in seiner Jugend zu musizieren. 2002 veröffentlichte er sein erstes Soloalbum Langstreckenlauf. Seitdem veröffentlichte er sechs weitere Alben.
Stefan Jürgens hat vier Kinder, darunter die Schauspielerin Melissa Anna Schmidt. Jürgens ist verheiratet mit Boriana Jürgens-Rosenmüller und lebt in Berlin und Brandenburg.

## Werk

### Filmografie
- 1991: Nordkurve (Kino)
- 1993–1998: RTL Samstag Nacht
- 1993: Nacht der Frauen (TV-Film)
- 1993: Brandheiß (TV-Film)
- 1996: Im Kreis der Angst (TV-Film)
- 1996: Tatort: Krokodilwächter (TV-Reihe)
- 1997: Der Todesbus (TV-Film)
- 1997: Little White Lies (TV-Film)
- 1997: Mein ist die Rache (TV-Film)
- 1997: Hercules (Synchron)
- 1998: Männer sind wie Schokolade (TV-Film)
- 1998: Kai Rabe gegen die Vatikankiller (Kino)
- 1998: Der Campus (Kino)
- 1999: Thrill (TV-Film)
- 1999: Katja und der Falke (Kino)
- 1999: Harte Jungs (Kino)
- 1999–2000: Tatort als Kriminalhauptkommissar Robert Hellmann
  - 1999: Tatort: Dagoberts Enkel
  - 1999: Tatort: Tödliches Labyrinth
  - 2000: Tatort: Blüten aus Werder
  - 2000: Tatort: Von Bullen und Bären
  - 2000: Tatort: Das letzte Rodeo
  - 2000: Tatort: Der Trippler
- 1999: Männer und andere Katastrophen (TV-Film)
- 2000: Ich pfeif auf schöne Männer (TV-Film)
- 2000: Aktion 2/9
- 2000: Der Dom (TV-Film)
- 2000: Männer sind zum Abgewöhnen
- 2001: Liebe darf alles (TV-Film)
- 2001: The Musketeer (Kino)
- 2001: Diggity a home at last (Kino)
- 2002: 666 – Traue keinem, mit dem du schläfst! (Kino)
- 2002: Was nicht passt, wird passend gemacht (Kino)
- 2002: Angelique (TV-Film)
- 2002: Oesters van Nam Kee’s (Kino)
- 2002: Mord an Bord
- 2003: Durch das wilde Köpenick (TV-Film)
- 2003: Das unbezähmbare Herz (TV-Zweiteiler)
- 2004: George and the Dragon (Kino)
- 2004: Mensch Mutter (TV-Film)
- 2004: Mein Chef und ich (TV-Film)
- 2005: Plötzlich berühmt (TV-Film)
- 2005: Die Krähen (TV-Film)
- 2006: Der letzte Zeuge (TV-Serie, eine Folge)
- 2007: Tatort: Unter uns (TV-Reihe)
- 2007–2022: SOKO Donau/SOKO Wien (TV-Serie, 215 Folgen)
- 2007: Ich leih’ mir eine Familie (TV-Film)
- 2007: Ossi’s Eleven (Kino)
- 2008: Die Deutschen – Wallenstein und der Krieg
- 2010: 380.000 Volt – Der große Stromausfall (TV-Film)
- 2011: Unter Umständen verliebt (TV-Film)
- 2012: Polizeiruf 110: Bullenklatschen
- 2012: Der letzte Bulle (TV-Serie, eine Folge)
- 2016: Tödliche Gefühle (TV-Film)
- 2016: Von oben nach unten (TV-Film)
- 2023: Letzte Spur Berlin: Verfehlte Liebe
- 2023: Dein perfektes Jahr (TV-Film)

### Theater
- 2022: Des Teufels General/Regie: Hermann Beil
- 2023: Tartuffe/Regie: Guntbert Warns
- 2024: Warten auf Godot/Regie: Claus Peymann
- 2024: Der Ignorant und der Wahnsinnige/Regie: Hermann Beil

### Bühnenprogramme
- 2000–2002: Alles anders
- 2003–2004: Langstreckenlauf
- 2004–2005: Süchtig
- 2005–2006: Heldenzeiten
- 2008–2010: Alles aus Liebe
- 2019–2021: Was zählt
- 2022–2024: So viele Farben
- 2023: Nennˋes Liebe
- 2025: LIEBE!                          (erstmal dich selbst)
- 2025: DRACULA                 (eine Leseperformance)

### Diskografie
- 2003: Langstreckenlauf
- 2006: Heldenzeiten
- 2008: Alles aus Liebe
- 2013: Alles immer möglich
- 2017: Grenzenlos Mensch
- 2019: Was zählt
- 2022: So viele Farben
- 2025: LIEBE ! (live!)

## Auszeichnungen
- 1994: Bambi
- 1994: Bayerischer Fernsehpreis
- 1996: Goldener Löwe
- 1996: Romy
- 2022: Nestroy-Theaterpreis – Auszeichnung mit dem Publikumspreis[5]